# جوزقة
جوزقة (بالفارسية: جوزقه) هي قرية تقع في قسم صفي آباد الريفي (مقاطعة إسفراين) في إيران. يقدر عدد سكانها بـ 103 نسمة بحسب إحصاء 2016.